# Benkara
Benkara es un género con 24 especies de plantas con flores de la familia Rubiaceae.

## Taxonomía
El género fue descrito por Michel Adanson y publicado en Familles des Plantes 2: 85. 1763. La especie tipo es: Benkara malabarica (Lam.) Tirveng.	

## Especies aceptadas
A continuación se brinda un listado de las especies del género Benkara aceptadas hasta mayo de 2015, ordenadas alfabéticamente. Para cada una se indica el nombre binomial seguido del autor, abreviado según las convenciones y usos.	
- Benkara armigera (K.Schum.) Ridsdale
- Benkara canthioides (Champ. ex Benth.) Ridsdale
- Benkara depauperata (Drake) Ridsdale
- Benkara emanualsoniana (Ridsdale) Ridsdale
- Benkara emanuelssoniana (Ridsdale) Ridsdale
- Benkara esculenta (Lour.) Ridsdale
- Benkara evenosa (Hutch.) Ridsdale
- Benkara fasciculata (Roxb.) Ridsdale
- Benkara forrestii (J.Anthony) Ridsdale
- Benkara griffithii (Hook.f.) Ridsdale
- Benkara hoaensis (Pierre ex Pit.) Ridsdale
- Benkara malabarica (Lam.) Tirveng.
- Benkara malabarica tirveng
- Benkara microcarpa (Bartl. ex DC.) Ridsdale
- Benkara miquelii (Koord. & Valeton) Ridsdale
- Benkara ovoidea (Pierre ex Pit.) Ridsdale
- Benkara parviflora (King & Gamble) Ridsdale
- Benkara pierrei (Pit.) Ridsdale
- Benkara rectispina (Merr.) Ridsdale
- Benkara scandens (Thunb.) Ridsdale
- Benkara sinensis (Lour.) Ridsdale